# Lansing Capital Region International Airport
Lansing Capital Region International Airport, (IATA: LAN, ICAO: KLAN) oprindeligt navngivet Lansing Capital City Airport, er den internationale lufthavn i Lansing, Michigan, USA, beliggende 5 km nordvest for det centrale Lansing.  I 2000 havde lufthavnen 656.703 passagerer.  I 2012 havde lufthavnen 389.600 passagerer.  De fleste flyvninger fra Lansing er til destinationer i USA, men flyvninger til Mexico og Den Dominikanske Republik forekommer også. Delta Air Lines er lufthavnens største lejer.  UPS Airlines opererer en af deres fragthubs i Lansing.

## Historie
Området blev i 1928 indviet som "Lansing Capital City Airport".  Den første terminal blev indviet i 1940.  Den nuværende terminal blev indviet i 1959.

## Flyselskab og destination
| Flyselskab                                       | Destinationer                                                              |
| ------------------------------------------------ | -------------------------------------------------------------------------- |
| Allegiant Air                                    | Orlando-Sanford                                                            |
| Apple Vacations opereret af Sun Country Airlines | Sæsonbestemt: Cancún, Puerto Vallarta, Punta Cana                          |
| Delta Connection opereret af Chautauqua Airlines | Sæsonbestemt: Detroit                                                      |
| Delta Connection opereret af Pinnacle Airlines   | Detroit, Minneapolis/St. Paul                                              |
| Delta Connection opereret af SkyWest Airlines    | Sæsonbestemt: Detroit, Minneapolis/St. Paul                                |
| Sun Country Airlines                             | Minneapolis/St. Paul, Washington-National Sæsonbestemt: Las Vegas, Orlando |
| United Express opereret af ExpressJet Airlines   | Chicago-O'Hare                                                             |
| Delta Connection opereret af SkyWest Airlines    | Sæsonbestemt: Chicago-O'Hare                                               |